# Джамп, Эдвард

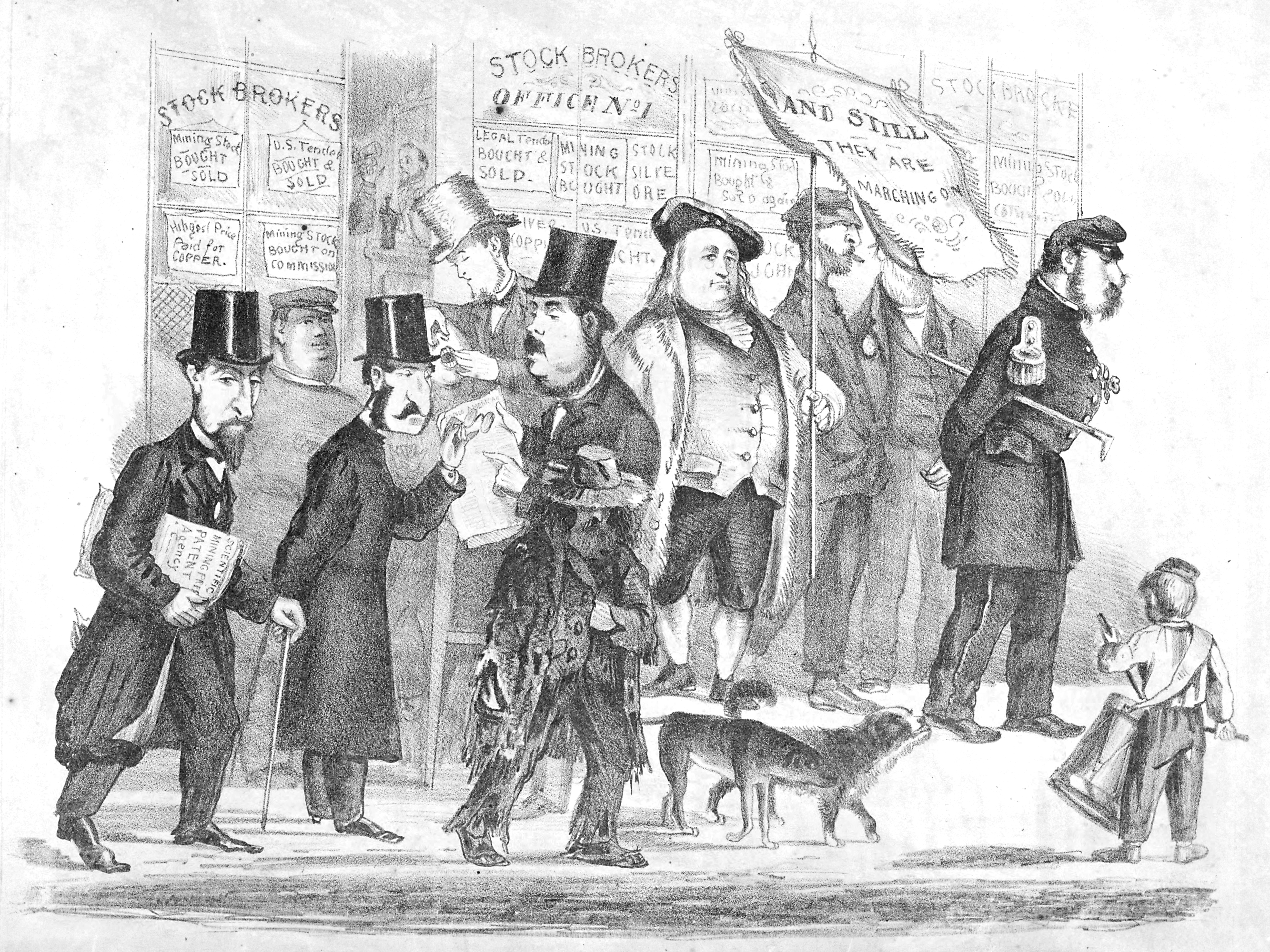
Карикатура Эдварда Джампа. Прогулка по Монтгомери-стрит с участием Буммера и Лазаруса, императора Нортона I и Фредерика Кумбса, известного как Джордж Вашингтон II.

Эдвард Джамп (англ. Edward Jump, 1832—1883) — американский художник и карикатурист XIX века.

## Биография
Родился в Париже. Его ранняя жизнь плохо документирована, лишь известно, что он эмигрировал в Калифорнию в 1852 году, привлеченный в Соединенные Штаты золотой лихорадкой.
Живя в Калифорнии, Джамп, который был одновременно талантливым художником и карикатуристом, зарабатывал на жизнь рисованием рекламных вывесок, портретов и созданием юмористических карикатур на политических деятелей для различных изданий. Он работал во многих местах по всему штату, но в основном в Сан-Франциско, там он создавал этикетки для бутылок виски и карикатуры на современников. Джамп был очень активным в Сан-Франциско до октября 1865 года, когда произошло землетрясение.
В 1868 году переехал в Вашингтон. Приобрел там некоторую популярность как портретист. Здесь же познакомился и женился на французской певице из гастролирующей оперной труппы.
В 1870-е годы Джамп и его жена переехали в Нью-Йорк, где он работал иллюстратором комиксов. Позже Джамп попытался открыть иллюстрированную газету в Монреале. После провала этого предприятия Джамп начал переезжать из города в город — сначала в Новый Орлеан, затем в Цинциннати и Сент-Луис. Наконец, в 1880 году Джамп и его жена поселились в Чикаго, где он смог зарабатывать на жизнь изготовлением цирковых и театральных плакатов.
21 апреля 1883 года, через три года после переезда в Чикаго, Джамп покончил жизнь самоубийством, выстрелив себе в голову из пистолета, доведенный до депрессии неудовлетворенностью своего брака, финансовыми проблемами и алкоголизмом. Газета Chicago Daily Tribune сообщила о его смерти в своей статье.
Похороны Джампа произошли через два дня после его смерти, он был похоронен на кладбище Роузхилл в Чикаго. У него остались жена и дочь..